# Königliche Militärschule (Ordonnanz von 1776)

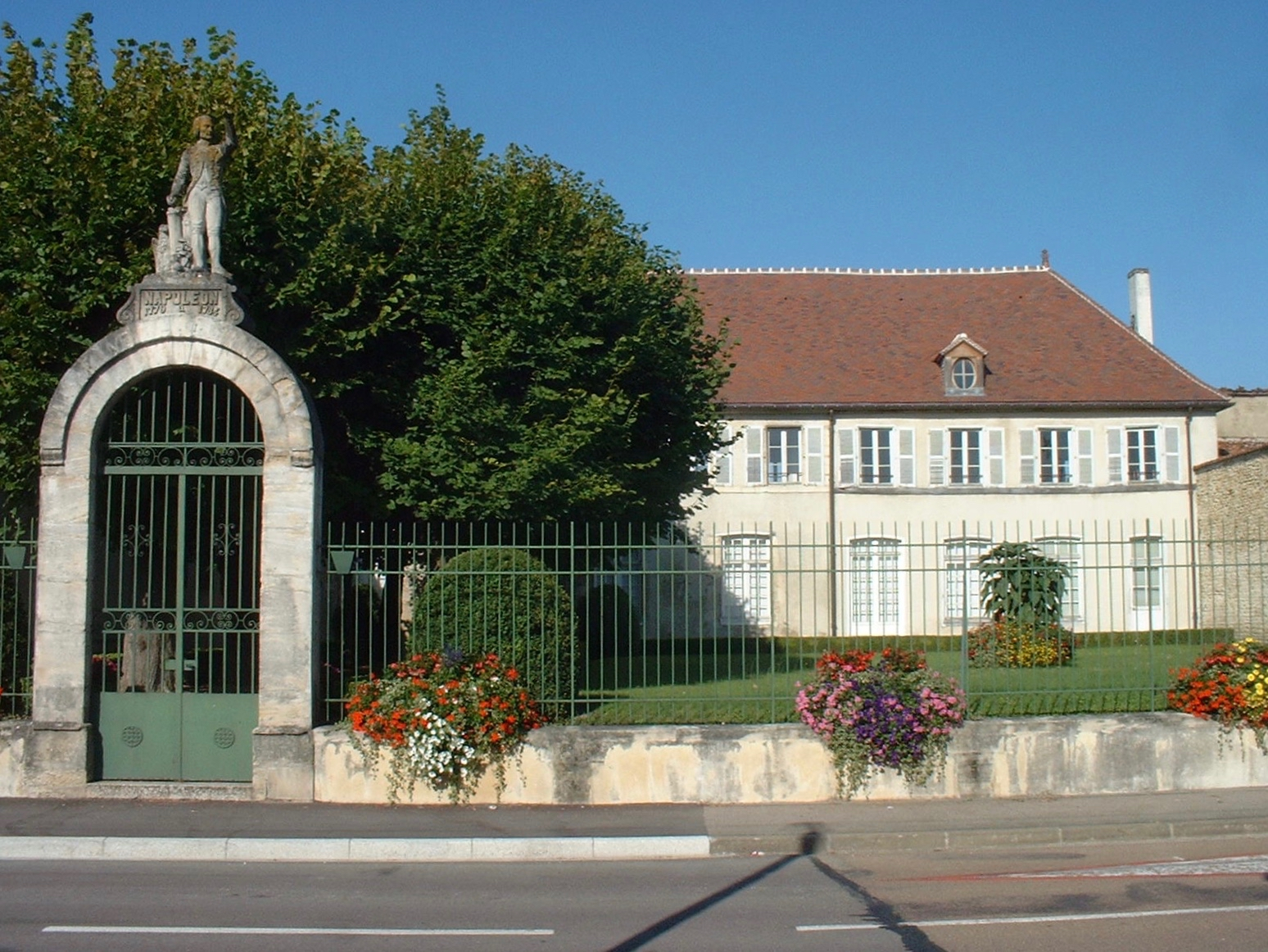
Das alte Gebäude der Königlichen Militärschule von Brienne (Dép. Aube) – heute in ein Museum umgewandelt.

Eine Königliche Militärschule  (französisch École royale militaire) nach der Ordonnanz von 1776 (ordonnance de 1776) war eine von denjenigen französischen Militärschulen, die am 28. März 1776 mittels einer Königlichen Ordonnanz angeordnet worden waren, worauf die Gründung mehrerer Königlicher Militärschulen erfolgte, um die in Paris zu ersetzen.

## Geschichte
Ludwig XVI. gründete zwölf Königliche Militärschulen, die sozusagen „Vorbereitungsklassen“ für die höhere Stufe, die Pariser Militärschule, sein sollten, die noch heute in den prächtigen Gebäuden am Champ de Mars existiert und alle Regime überdauert hat. Eine der bekanntesten davon ist die Königliche Militärschule in der Abteischule Sorèze, auch die in Brienne (École de Brienne), wo Napoleon Student war, bekannt ist auch die Militärakademie von La Flèche, die zum Prytanée national militaire wurde.
Diese Reform war eine derjenigen, die der Comte de Saint-Germain, Kriegsminister unter Ludwig XVI., anstrebte, mit dem Ziel, den gentilshommes  pauvres  den gleichen Unterricht zu bieten wie dem Hofadel: "Sie sollten die gleiche Erziehung und die gleichen Anweisungen erhalten wie die anderen Internatsschüler. (...)".
Im Jahr 1793 wurden diese königlichen Schulen durch ein Gesetz abgeschafft.
Die zwölf Schulen sind (alphabetisch nach Orten):
- Auxerre (Yonne, Benediktiner),
- Beaumont-en-Auge (Calvados, Benediktiner),[5]
- Brienne (Aube, Minimiten),
- Effiat (Puy-de-Dôme, Oratorianer),
- La Flèche (Sarthe, Doktrinarier),
- Pont-à-Mousson (Meurthe-et-Moselle, Regularkanoniker von Saint-Sauveur),[6]
- Pontlevoy (Loir-et-Cher, Benediktiner),
- Rebais (Seine-et-Marne, Benediktiner),
- Sorèze (Tarn, Benediktiner),
- Tiron[7] (Eure-et-Loir, Benediktiner),
- Tournon (Ardèche, Oratorianer),
- Vendôme (Loir-et-Cher, Oratorianer).

In den Archiven der Défense nationale (Nationale Verteidigung) wird auch die Schule von Dole (Jura) erwähnt.